# ハードカバー/黒衣の使者
『ハードカバー/黒衣の使者』（ハードカバー こくいのししゃ、原題：I, Madman）は、1989年のアメリカ合衆国のホラー映画。

## あらすじ
古本屋の店員ヴァージニアは、マルコム・ブランドという人物の書いた『I, Madman』という本に興味を持つ。その本は、異形のマッドサイエンティスト・ケスラーが殺人を犯すという内容だった。同じころ、同じ作者による別の作品に登場する殺人鬼の手口を模した殺人事件が発生し、ヴァージニアの周囲にも犠牲者が出た。

## キャスト
- ヴァージニア：ジェニー・ライト（英語版）（吹替：小山茉美）
- リチャード：クレイトン・ローナー（吹替：池田秀一）
- マルコム・ブランド/ドクター・ケスラー：ランドル・ウィリアム・クック（吹替：吉水慶）
- モナ：ステファニー・ホッジ（吹替：山田栄子）
- コレット：ミシェール・ジョーダン（吹替：井上喜久子）
- レニー：スティーブ・メメル（吹替：大滝進矢）

テレビ放映：1991年8月8日　テレビ東京「 木曜洋画劇場」 吹替はDVD収録。

## 受賞歴
- アボリアッツ国際ファンタスティック映画祭　グランプリ[1][2]
- サターン主演女優賞　ノミネート[3]